# Єзьоркі-Забартовські
Єзьоркі-Забартовські (пол. Jeziorki Zabartowskie, нім. Seethal) — село в Польщі, у гміні Мроча Накельського повіту Куявсько-Поморського воєводства.
Населення — 60 осіб (2011).
У 1975-1998 роках село належало до Бидгощського воєводства.

## Демографія
Демографічна структура станом на 31 березня 2011 року:
|          | Загалом | Допрацездатний вік | Працездатний вік | Постпрацездатний вік |
| -------- | ------- | ------------------ | ---------------- | -------------------- |
| Чоловіки | 37      | 10                 | 21               | 6                    |
| Жінки    | 23      | 5                  | 12               | 6                    |
| Разом    | 60      | 15                 | 33               | 12                   |